# ふしぎの国 アンフィビア
『ふしぎの国 アンフィビア』（原題：Amphibia）は、ディズニー製作のテレビアニメ番組で、ディズニー・チャンネル オリジナル・シリーズである。 アメリカでは2019年6月17日よりディズニー・チャンネルで放送開始。日本では2019年8月2日よりディズニーチャンネルで先行放送が行われ、2019年9月1日よりディズニー・チャンネルで放送開始。日本ではDisney+でも配信されている。
原案はマット・ブラーリー、ディズニー・チャンネルとディズニーXD用にディズニー・テレビジョン・アニメーションが製作したアメリカのアニメーションテレビシリーズである。このシリーズでは、ブレンダ・ソング、ジャスティン・フェルビンガー、ビル・ファーマー、アマンダ・レイトンなどが声優を務めている。2019年6月17日のプレミア公開で3日前のDisneyNowとYouTube最初のエピソードに続き、シーズン1は7月18日に完結。

## あらすじ
シーズン1
13歳の少女アンは、自分の誕生日に親友たちと手に入れたカエルの柄のオルゴールを開く。気が付くと彼女は両生類の生き物たちが過ごす世界「アンフィビア」にやって来ていた。友達ともはぐれてしまったアンは元の世界に戻りたがるが、この世界の出口に行くための山越えがあと2ヶ月ほどできないことが判明する。そこで、彼女はこの世界で初めて友達になってくれたカエルの少年スプリグとその家族・ポリーとホップポップたちプランター一家が過ごす小さな町ワートウッドで暮らすことに。ハチャメチャな騒動に巻き込まれたり、巨大な虫やヒキガエルたちに立ち向かったり、プランター一家との絆を深めながら、アンの冒険に満ちた毎日が始まった。
シーズン2
アンと共にこの世界にやって来ていた親友、サーシャとトードタワーを支配するグライム隊長が率いるヒキガエル軍との決戦からしばらくして、アンとプランター一家はオルゴールの謎を解きアンを元いた世界へ帰すため、イモリの賢者たちが治めるアンフィビアの中心地・ニュートピアへの旅に出かけることに。 そこでアンはアンフィビアの統治者であるキング・アンドリアスの元で活躍するもう一人の親友、マーシーと再会を果たす。オルゴールの能力を再び発動させるには、箱の蓋に埋め込まれた3つの石をチャージする必要があることを突き止めた一行は、チャージができる唯一の場である3つの古代の神殿の試練を遂行する任務へ向かう。 一方、逃亡者となったサーシャとグライムはアンフィビア中のヒキガエル軍たちに協力を呼びかけ、ヒキガエルこそがアンフィビアの支配者になるため反乱を企てていた…。
シーズン3
マーシーがオルゴールこと災いの箱のポータルを発動させたことで、アンとプランター一家はイーストロサンゼルスの郊外にあるアンの故郷に帰って来ることができた。家族との再会を喜び、人間界での暮らしに不慣れなプランター一家と共にサーシャ、マーシーも連れて帰る方法を探りつつ新たな生活を送るアンだったが、そんな彼女を狙いアンフィビアからは絶えず刺客の魔の手が迫ってきていた…。

## 製作

### 音楽
アニメーション内で用いられている音楽はT. J. Hillが作曲した。2020年7月23日、シーズン1のスコアから数曲が選曲されたSoundCloudのプレイリストを公開した。
当初、オープニングテーマとして、ミュージシャンのCelica Grayが歌う"Welcome to Amphibia"という曲が使われる予定だった。しかし、後にインストゥルメンタル版に変更された。マット・ブラーリーによると、"Welcome to Amphibia"はディズニーに依頼されて作られたが、このアニメーションや主人公には合わないと感じ、インストゥルメンタル版にするようスタジオに説得した。
Hyper Potionsは、ショートシリーズ"Theme Song Takeover"のために、8-bit調のオープニングテーマを作曲した。
シーズン1最終エピソードである第20話「再会」（原題："Reunion"）では、ビル・ウィザースの「リーン・オン・ミー」が使われている。
2021年4月23日、アルバム"Battle of the Bands (From "Amphibia")"の配信が開始された。
シーズン3第57話「最終決戦」（原題："All In"）では、BLACKPINKの「AS IF IT'S YOUR LAST」が使われている。

### アメリカでのマーケティング
2018年7月19日、コミコンであるSDCC2018での悪魔バスター★スター・バタフライとビッグシティ・グリーンのパネルコーナーで、初期バージョンのオープニングテーマを公開した。
2019年4月26日、Disney FanFest 2019内で、"Welcome to Amphibia"のミュージックビデオと、2分間のクリップを公開した。
2019年5月14日、アメリカのディズニー・チャンネルは予告編を公開し、その3日後に最終版のオープニングテーマを公開した。

## 登場人物
キャラクターの声優表記は、日 / 米の順。

### 概要
| キャラクター                                                                 | 声優                                                    | 登場回                                                | 登場回             | 登場回             | 登場回             | 登場回             |
| キャラクター                                                                 | 声優                                                    | 初登場回                                              | シーズン1          | シーズン2          | シーズン3          | ショーツ           |
| メインキャラクター                                                           | メインキャラクター                                      | メインキャラクター                                    | メインキャラクター | メインキャラクター | メインキャラクター | メインキャラクター |
| ---------------------------------------------------------------------------- | ------------------------------------------------------- | ----------------------------------------------------- | ------------------ | ------------------ | ------------------ | ------------------ |
| アン・ブーンチョイ（Anne Boonchuy）                                          | 佐藤里緒 / ブレンダ・ソング                             | モンスター登場?（"Anne or Beast?"）                   | レギュラー         | レギュラー         | レギュラー         | レギュラー         |
| ホープダイア・"ホップポップ"・プランター（Hopediah "Hop Pop" Plantar）       | 宮崎敦吉 / ビル・ファーマー                             | モンスター登場?（"Anne or Beast?"）                   | レギュラー         | レギュラー         | レギュラー         | レギュラー         |
| スプリグ・プランター（Sprig Plantar）                                        | 弘松芹香 / ジャスティン・フェルビンガー                 | モンスター登場?（"Anne or Beast?"）                   | レギュラー         | レギュラー         | レギュラー         | レギュラー         |
| ポリー・プランター（Polly Plantar）                                          | 吉田有里 / アマンダ・レイトン                           | モンスター登場?（"Anne or Beast?"）                   | レギュラー         | レギュラー         | レギュラー         | レギュラー         |
| サーシャ・ウェイブライト（Sasha Waybright）                                  | 北原沙弥香 / アンナ・アカナ                             | 初めての友達（"Best Fronds"）                         | 準レギュラー       | レギュラー         | レギュラー         | ゲスト             |
| マーシー・ウー（Marcy Wu）                                                   | 伊達朱里紗 / ヘイリー・チュー                           | 初めての友達（"Best Fronds"）                         | ゲスト             | レギュラー         | レギュラー         | 出演なし           |
| グライム隊長（Captain Grime）                                                | 山橋正臣 / トロイ・ベイカー                             | 初めての友達（"Best Fronds"）                         | 準レギュラー       | レギュラー         | レギュラー         | 出演なし           |
| キング・アンドリアス・リヴァイアサン（King Andrias Leviathan）               | 藤井隼 / キース・デイヴィッド                           | もう一人の友達（"Marcy at the Gates"）                | 出演なし           | 準レギュラー       | レギュラー         | 出演なし           |
| ザ・コア / アルドリッチ（Core / King Aldrich）                               | / William Houston (アルドリッチ) Haley Tju (ダーシー)   | 一つ目の神殿（"The First Temple"）                    | 出演なし           | ゲスト             | レギュラー         | 出演なし           |
| ワートウッドの住民たち                                                       |                                                         |                                                       |                    |                    |                    |                    |
| トードストゥール町長（Mayor Toadstool）                                      | / スティーヴン・ルート                                  | モンスター登場?（"Anne or Beast?"）                   | 準レギュラー       | 準レギュラー       | 準レギュラー       | 準レギュラー       |
| トーディ（Toadie)                                                            | / ジャック・マクブレイヤー                              | モンスター登場?（"Anne or Beast?"）                   | 準レギュラー       | 準レギュラー       | 準レギュラー       | 準レギュラー       |
| セイディ・クローカー（Sadie Croaker）                                        | / Laila Berzins                                         | モンスター登場?（"Anne or Beast?"）                   | 準レギュラー       | 準レギュラー       | 準レギュラー       | 準レギュラー       |
| ウォリー（Walliam "One-Eyed Wally" Ribbiton）                                | / James Patrick Stuart                                  | モンスター登場?（"Anne or Beast?"）                   | 準レギュラー       | 準レギュラー       | 準レギュラー       | 準レギュラー       |
| マディ（Maddie Flour）                                                       | / Jill Bartlett                                         | 夢の料理（"Hop Luck"）                                | 準レギュラー       | 準レギュラー       | 準レギュラー       | 準レギュラー       |
| アイビー・サンデュー（Ivy Sundew）                                           | / Katie Crown                                           | 初恋（"Dating Season"）                               | 準レギュラー       | 準レギュラー       | 準レギュラー       | 出演なし           |
| フェリシア・サンデュー（Felicia Sundew）                                     | / ケイトリン・ロブロック                                | モンスター登場?（"Anne or Beast?"）                   | 準レギュラー       | 準レギュラー       | 準レギュラー       | 準レギュラー       |
| シルヴィア・サンデュー（Sylvia Sundew）                                      | / モナ・マーシャル                                      | 恋のダンス（"Hop Pop and Lock"）                      | ゲスト             | ゲスト             | 出演なし           | 出演なし           |
| レオポルド・ログル（Leopold Loggle）                                         | / Brian Maillard                                        | モンスター登場?（"Anne or Beast?"）                   | 準レギュラー       | 準レギュラー       | 準レギュラー       | 出演なし           |
| （Mr. Flour）                                                                | / Kevin Michael Richardson                              | モンスター登場?（"Anne or Beast?"）                   | 準レギュラー       | 準レギュラー       | ゲスト             | 出演なし           |
| スタンピー（Stumpy）                                                         | / John DiMaggio                                         | イカしたレストラン（"Lily Pad Thai"）                 | 準レギュラー       | 準レギュラー       | 準レギュラー       | 出演なし           |
| ソギー・ジョー（Soggy Joe）                                                  | / Fred Tatasciore                                       | 恐怖のキャンプ（"Anne Vs. Wild"）                     | ゲスト             | 準レギュラー       | ゲスト             | 出演なし           |
| ダックウィード（Albus Duckweed）                                             | / Kevin McDonald                                        | 初恋（"Dating Season"）                               | 準レギュラー       | 準レギュラー       | 準レギュラー       | 出演なし           |
| ローズマリー、ジンジャー、ラベンダー（Rosemary, Ginger, and Lavender Flour） | / Eden Riegel / Marlow Barkley / Mia Allan / Ella Allan | 兄弟ゲンカ（"Civil Wart"）                            | ゲスト             | 準レギュラー       | ゲスト             | 出演なし           |
| トゥッティ（Tuti）                                                           | / April Winchell                                        | ガールタイム（"Girl Time"）                           | ゲスト             | ゲスト             | ゲスト             | 出演なし           |
| チャック（Chuck）                                                            | / マット・ブラーリー                                    | 税金集め（"Toad Tax"）                                | 準レギュラー       | 準レギュラー       | 準レギュラー       | 出演なし           |
| （Gunther）                                                                  | / クリス・サリヴァン                                    | 消えた貝殻（"Croak and Punishment"）                  | ゲスト             | ゲスト             | 出演なし           | 出演なし           |
| （Sheriff Buck Leatherleaf）                                                 | / James Adomian                                         | ガールタイム（"Girl Time"）                           | ゲスト             | ゲスト             | ゲスト             | 出演なし           |
| トードタワーの戦士たち                                                       |                                                         |                                                       |                    |                    |                    |                    |
| ボグ（Bog）                                                                  | / Darin De Paul                                         | 税金集め（"Toad Tax"）                                | ゲスト             | ゲスト             | ゲスト             | 出演なし           |
| フェンズ（Fens）                                                             | / April Winchell                                        | 税金集め（"Toad Tax"）                                | ゲスト             | ゲスト             | ゲスト             | 出演なし           |
| パーシー（Percy）                                                            | 虎島貴明 / マット・ジョーンズ                           | トードタワー（"Prison Break"）                        | 準レギュラー       | 準レギュラー       | 出演なし           | ゲスト             |
| ブラドック（Braddock）                                                       | / Kristen Johnston April Winchell                       | トードタワー（"Prison Break"）                        | 準レギュラー       | 準レギュラー       | 出演なし           | 出演なし           |
| ブフォ隊長（Captain Bufo）                                                   | / 辻大介                                                | 伝説のハンマー（"Barrel's Warhammer"）                | 出演なし           | ゲスト             | 出演なし           | 出演なし           |
| ベアトリクス隊長（Captain Beatrix）                                          | / Aisling Bea                                           | 伝説のハンマー（"Barrel's Warhammer"）                | 出演なし           | ゲスト             | 準レギュラー       | 出演なし           |
| アルド隊長（Captain Aldo）                                                   | / Ron Cephas Jones                                      | 伝説のハンマー（"Barrel's Warhammer"）                | 出演なし           | ゲスト             | 出演なし           | 出演なし           |
| ニュートピアの住民たち                                                       |                                                         |                                                       |                    |                    |                    |                    |
| ユナン将軍（General Yunan）                                                  | 内藤有海 / ゼーラ・ファザル                             | サーシャとグライム（"Toadcatcher"）                   | 出演なし           | 準レギュラー       | 準レギュラー       | 出演なし           |
| レディ・オリビア（Lady Olivia）                                              | 熊谷海麗 / ミシェル・ドッカリー                         | もう一人の友達（"Marcy at the Gates"）                | 出演なし           | 準レギュラー       | 準レギュラー       | 出演なし           |
| バートリー、ブレア、ブランソン（Barley, Blair, and Branson）                 | / サム・リーゲル                                        | もう一人の友達（"Marcy at the Gates"）                | 出演なし           | ゲスト             | ゲスト             | 出演なし           |
| ガーティー（Gertie）                                                         | / Nicole Byer                                           | 謎解き（"Scavenger Hunt"）                            | 出演なし           | ゲスト             | ゲスト             | 出演なし           |
| ベラ（Bella）                                                                | / Kristen Schaal                                        | 悩めるホテルマン（"The Plantars Check In"）           | 出演なし           | ゲスト             | ゲスト             | 出演なし           |
| サル（Sal）                                                                  | / Maurice LaMarche                                      | 探偵ホップポップ（"Little Frogtown"）                 | 出演なし           | ゲスト             | 出演なし           | 出演なし           |
| プリシラ･ザ･キラ（Priscilla "The Killa" Paddock）                            | / Misty Lee                                             | お土産（"Hopping Mall"）                              | 出演なし           | ゲスト             | ゲスト             | 出演なし           |
| パール（Pearl Paddock）                                                      | / Romi Dames                                            | お土産（"Hopping Mall"）                              | 出演なし           | ゲスト             | 出演なし           | 出演なし           |
| ロサンゼルスの住民たち                                                       |                                                         |                                                       |                    |                    |                    |                    |
| ミセスブーンチョイ/ママ（Mrs. Boonchuy）                                     | / On Braly                                              | みんなで釣り旅行 （"Family Fishing Trip"）            | ゲスト             | ゲスト             | レギュラー         | 出演なし           |
| ミスターブーンチョイ/パパ（Mr.Boonchuy）                                     | / Brian Sounalath                                       | 新たな生活（"The New Normal"）                        | 出演なし           | 出演なし           | レギュラー         | 出演なし           |
| ジャン博士（Dr. Jan）                                                        | / アニカ・ノニ・ローズ                                  | ジャン博士（"Fight at the Museum"）                   | 出演なし           | 出演なし           | 準レギュラー       | 出演なし           |
| アリーとジェス（Ally and Jess）                                              | / Melissa Villaseñor / Dana Davis                       | ケロボの修理（"Fixing Frobo"）                        | 出演なし           | 出演なし           | 準レギュラー       | 出演なし           |
| テリ（Terri）                                                                | / Kate Micucci                                          | クッキーですべて解決（"If You Give a Frog a Cookie"） | 出演なし           | 出演なし           | 準レギュラー       | 出演なし           |
| ミスターX（Mr. X）                                                           | / RuPaul                                                | ミスターX（"Mr. X"）                                  | 出演なし           | 出演なし           | 準レギュラー       | 出演なし           |
| ロバート・オットー（Robert Otto）                                            | / ブラッド・ギャレット                                  | フロッグマン参上（"Spider-Sprig"）                    | 出演なし           | 出演なし           | ゲスト             | 出演なし           |
| フレークス博士（Dr. Frakes）                                                 | / クリー・サマー                                        | クッキーですべて解決（"If You Give a Frog a Cookie"） | 出演なし           | 出演なし           | ゲスト             | 出演なし           |
| マギー（Maggie）                                                             | / Eden Riegel                                           | 再会（"Reunion"）                                     | ゲスト             | 出演なし           | ゲスト             | 出演なし           |
| （Gabby）                                                                    | / Jessica McKenna                                       | 課題をクリアせよ（"Hop Til You Drop"）                |                    |                    | ゲスト             | 出演なし           |
| ネッド（Ned）                                                                | / ウェイン・ナイト                                      | 家族になりたい（"Thai Feud"）                         |                    |                    | ゲスト             | 出演なし           |
| モリー・ジョー（Molly Jo）                                                   | / Cassie Glow                                           | フロッグマン参上（"Spider-Sprig"）                    |                    |                    | 準レギュラー       | 出演なし           |
| ハンフリー（Humphrey Westwood）                                              | / ウォーレス・ショーン                                  | ハリウッドスター（"Hollywood Hop Pop"）               |                    |                    | 準レギュラー       | 出演なし           |
| その他                                                                       |                                                         |                                                       |                    |                    |                    |                    |
| ヴァレリアナ（Valeriana）                                                    | / Susanne Blakeshee                                     | ビザール・バザール（"Bizarre Bazaar"）                | ゲスト             | ゲスト             | ゲスト             | 出演なし           |
| トリトニオ（Tritonio Espada）                                                | / Matt Chapman                                          | 列車強盗（"Combat Camp"）                             | ゲスト             | 出演なし           | 準レギュラー       | 出演なし           |
| バリー（Barry）                                                              | / Keith Silverstein                                     | 呪われたふたり（"Cursed!"）                           | ゲスト             | 出演なし           | ゲスト             | 出演なし           |
| 薬剤師のゲイリー（Apothecary Gary）                                          | / トニー・ヘイル                                        | キノコの子供（"Children of the Spore"）               | ゲスト             | 出演なし           | 準レギュラー       | 出演なし           |
| クランペット（Crumpet the Frog）                                             | / Matt Vogel (as Kermit the Frog)                       | 本当の自分（"Swamp and Sensibility"）                 | 出演なし           | ゲスト             | 出演なし           | 出演なし           |
| 館長/ミスター･ポンズ（The Curator / Mr. Ponds）                              | / アレックス・ハーシュ                                  | へんてこ博物館（"Wax Museum"）                        | 出演なし           | ゲスト             | 出演なし           | 出演なし           |
| リーフ（Leif） Lily Plantar                                                  | / Cassandra Lee Morris                                  | お泊まり会（"The Sleepover to End All Sleepovers"）   | 出演なし           | ゲスト             | 準レギュラー       | 出演なし           |
| バレル（Barrel） Barrel the Brave                                            | / Jason Ritter                                          | お泊まり会（"The Sleepover to End All Sleepovers"）   | 出演なし           | ゲスト             | ゲスト             | 出演なし           |
| ライシルとアングウィン（Lysil and Angwin）                                   | / Laila Berzins / Chris Wylde                           | 仲良しへの道（"Quarreler's Pass"）                    | 出演なし           | ゲスト             | ゲスト             | 出演なし           |
| パリシア（Parisia）                                                          | / Rachel House                                          | 地下都市プロテウス（"Olm Town Road"）                 | 出演なし           | 出演なし           | ゲスト             | 出演なし           |
| マザー・オルム（Mother Olm）                                                 | / ウーピー・ゴールドバーグ                              | ホライモリの母（"Mother of Olms"）                    | 出演なし           | 出演なし           | 準レギュラー       | 出演なし           |
| 宇宙の番人（The Guardian）                                                   | / Charlyne Yi                                           | それぞれの道へ（"The Hardest Thing"）                 | 出演なし           | 出演なし           | ゲスト             | 出演なし           |

### プランター一家
アン・ブーンチョイ（Anne Boonchuy）
声 - 佐藤里緒 / ブレンダ・ソング
本作の主人公である13歳のタイ系アメリカ人の少女。リサイクルショップで手に入れた謎に包まれたオルゴールを開けたことで、アンフィビアのカエルの町「ワートウッド」に迷い込んでしまった。恐れ知らずで大胆な性格をしていて、自分の勝手な判断で行動して騒ぎを起こしてしまうこともあるが、仲間がピンチのときは自分の身を挺してまで救おうとする思いやりのある一面もある。オルゴールを開けた際にその場にいた人間の友達、サーシャとマーシーの行方を気にしている。恋愛雑誌を愛読し、他人の恋の話題には首を突っ込まずにはいられない。また両親はタイ料理のレストランを経営しており、その手伝いをしていたおかげで料理が得意。好きなものはドラマ『怪しい島』と元の世界にいた時の愛猫ドミノ。嫌いなものはパイナップルをのせたピザと恋人がいるかどうか聞かれること。
カラミティパワー形態

スプリグ・プランター（Sprig Plantar）
声 - 弘松芹香 / ジャスティン・フェルビンガー
本作のもうひとりの主人公である10歳のカエルの少年。モンスターとして他のカエルたちから恐れられたアンを庇い、この世界におけるアンの初めての友達になった。スリングショットと伸びる舌を使い敵と戦う。また、フィドル（バイオリン）の演奏が上手い。好奇心旺盛で触ってはいけないものを何も考えず触ってしまう。いつも良かれと思って余計なことをしでかしてしまうが、必ず家族や誰かを想っての行動。
ポリー・ペチュニア・プランター（Polly Petunia Plantar）
声 - 吉田有里 / アマンダ・レイトン
スプリグの妹でしっかり者のオタマジャクシ。幼いわりにアグレッシブな言動が目立つ。アンフィビアの公式スポーツ、ツバ飛ばしでは最高記録を出している。お菓子にとにかく目がないため、よくアンやスプリグから買収されている。スプリグとは喧嘩ばかりしているが結局仲がいい。初めはアンのことを倒そうとしていたが徐々に姉のように慕う関係になった。
ホープダイア・"ホップポップ"・プランター（Hopediah "Hop Pop" Plantar）
声 - 宮崎敦吉 / ビル・ファーマー
スプリグとポリーの祖父。過保護で伝統を重んじる頑固者だが、時としてアンやスプリグの意見も尊重する柔和なところもある。先祖代々続く農場を営んでおり情熱を注いでいる。大人としての威厳を見せているが、たまにアンやスプリグの挑発に乗り大失敗をしてしまうことも。また、俳優を目指していた頃もあるようで映画や演劇にはうるさい。
ベッシー（Bessie）
声 - 虎島貴明 / ディー・ブラッドリー・ベイカー
主に移動手段として活躍する、プランター家で飼われている巨大なメスのカタツムリ。ホップポップとの出会いから今に至るまでの分厚い一冊があり、それを読むことでベッシーを乗りこなせるようになる。
マイクロ･アンジェロ（MicroAngelo）
第29話Bパートで初登場。ニュートピアでポリーが買った小さなカタツムリ。

### ワートウッドの住人たち
トードストゥール町長（Mayor Toadstool）
声 - 中村浩太郎 / スティーヴン・ルート
第1話Aパートで初登場。権力と金にがめついワートウッドの町長。第10話Aパートでは、町民の税金を盗み、税金の取り立てに来るヒキガエルには、税金を払っていない町民が載る偽のリストを渡す。第35話Aパートでは、アンに「チキン持った子供連れてるモノポリーおじさん」と例えられる。エピローグでは町長を引退している。
トーディ（Toadie)
声 - 虎島貴明 / ジャック・マクブレイヤー
トードストゥール町長の忠実なアシスタント。エピローグでは、トードストゥール町長の支援を受け選挙に勝ち、新しい町長となっていた。
ウォリー/ウォリアム（Walliam "One-Eyed Wally" Ribbiton）
声 - 酒元信行 / ジェームズ・パトリック・スチュワート
「片目のウォリー」の名で知られる、よくアコーディオンを弾きながら歌っていることが多い町の変わり者。
セイディ・クローカー（Sadie Croaker）
声 - ニケライ・ファラナーゼ / ライラ・バージンズ
気の強いおばあさん。アーチー(Archie)という名の毒グモをペットにしている。
フェリシア・サンデュー（Felicia Sundew）
声 - 岡純子 / ケイトリン・ロブロック
ワートウッドで喫茶店を経営している、アイビーの母親。かつて珍しいお茶を求める冒険家だった。
シルヴィア・サンデュー（Sylvia Sundew）
声 - / モナ・マーシャル
フェリシア・サンデューの母親。
アイビー・サンデュー（Ivy Sundew）
声 - うのちひろ / ケイティ・クラウン
第7話Aパートで初登場。フェリシア・サンデューの娘。スプリグの幼なじみの女の子。
レオポルド・ログル（Leopold Loggle）
声 - わたなべひろし / Brian Maillard
木製の家具や義手、義足などを売っている木工店を営むメキシコサンショウウオ。やたらと遠回しな物言いで喋ることが多い。かつては金属を扱う鍛冶屋をしていたが、作業中転んだ拍子に金属パイプを喉に突き刺してしまうという事故にあったせいで現在の職に就いたという。抵抗運動に参加している間はバーベルで鍛え、筋肉ムキムキのマッチョになっていた。エピローグでは、トレーニングをサボった結果としてもとの体に戻っていた。
アルバス・ダックウィード（Albus Duckweed）
声 - / ケヴィン・マクドナルド
批評家のイモリ。レストランのレビューをしている。
スタンピー（Stumpy）
声 - 浦山迅 / ジョン・ディマジオ
「スタンピーのレストラン(Stumpy's Diner)」を営む気難しいコック。必要に応じて両手の義手を取り替えて器用に調理する。
マディ（Maddie Flour）
声 - 松嶌杏実 / ジル・バートレット
父親（声 - 竜門睦月 / ケビン・マイケル・リチャードソン）と共にベーカリーを経営している、不気味な所作の目立つ女の子。魔法や呪いのことに精通している魔術師でもある。
ローズマリー、ジンジャー、ラベンダー（Rosemary, Ginger, and Lavender Flour）
マディの妹たち。
ソギー・ジョー（Soggy Joe）
声 - / フレッド・タタショア
第7話Bパートで初登場。
ファーン（Fern）
声 - / Natalie Palamides
第6話Bパートで初登場。美容師のカエル。
チャック（Chuck）
声 - / マット・ブラーリー
主に「チューリップ大好き」「チューリップ」としか発言しない。家を一瞬で修理することができる。第18話Aパートでは、バグボールの農民チームに選手として参加している。第21話Aパートでは、プランター一家の留守中に家を守ってもらうためにホップポップが彼を雇う。その後、第32話Bパートでプランター一家が帰ってくるまで家を守る。第39話Bパートでは、バンド対決のステージで歌うチューリップを披露する。第51話Aパートでは、レジスタンスの隠れ家となっているプランター一家の家の入り口の見張りをしている。
モンロー（Monroe）
声 - / ポール・エイディング
第11話Bパートで初登場。年配のカエルでホップポップの昔からのライバル。ローンボウルズやシャッフルボードなど年寄りがやるようなゲームではホップポップに勝っている。
クエンティン（Quentin）
声 - / スコット・メンヴィル
グラブ･アンド･ゴーの店員。
バリー（Barry）
声 - / キース・シルバースタイン
「バリーのベリー」という店を経営する。ワートウッド一の愛されキャラと言われている。後に無政府主義グループ「マローダーズ」を作る。
ケロボ（Frobo）
声 - / マット・ブラーリー
ゼカリヤ･ネトルズ（Zechariah Nettles）
第32話Aパートで初登場。故郷へ向かう人の無事を願い、道案内に生涯をささげたとして記念像が立っている。
ジョナ（Jonah）
第14話Bパートで登場する年寄りのカエル。クローカーの宿敵。

### トードタワーの戦士たち
サーシャ・ウェイブライト（Sasha Waybright）
声 - 北原沙弥香 / アンナ・アカナ
アンと同じくアンフィビアに迷い込み、「トードタワー」にたどり着いたアンの友達の少女。当初はモンスターとして幽閉されていたが、持ち前の自分を好いてもらえるように相手に接するコミュニケーション能力、チアリーディング経験から成る身体能力の高さをグライムから評価され、さらにトードタワーの危機を救ったことで副隊長の座に上り詰めた。はぐれてしまった友達を探し出し、元いた世界に戻ることを最優先に考えている。グライムのことを「グライムっち」という愛称で呼ぶことが多い。バイセクシュアルとして設定されている。
グライム隊長（Captain Grime）
声 - 山橋正臣 / トロイ・ベイカー
本作のディズニー・ヴィランズ。トードタワーの支配者である、隻眼の屈強な戦士。「アンフィビア」の谷に脅威が増えている一方、どこか抜けていて統率の取れない部下たちにウンザリしていたが、サーシャのアドバイスに従い部下からの忠誠心を強めることに成功する。さらにサーシャを見込み友達を探すのに協力する代わりに、谷に秩序をもたらすためトードタワー軍の副隊長になる誘いを持ち出す。
パーシー（Percy）
声 - 虎島貴明 / マット・ジョーンズ
幽閉されたサーシャの守衛をしている友好的なカエル。道化師になるのを夢見ている。
ブラドック（Braddock）
声 - ニケライ・ファラナーゼ / クリステン・ジョンストン
畑仕事が趣味の社交的なカエル。
ベアトリクス（Beatrix）
第37話Bパートで初登場。グライムの妹で、ウエストタワーの主。ヒキガエルの軍である秘密部隊を率いており、その後レジスタンスに加わる。

### ニュートピア
マーシー・ウー（Marcy Wu）
声 - 伊達朱里紗 / ヘイリー・チュー
アンとサーシャの友達である台湾系アメリカ人の少女。ふたりと同じくアンフィビアに迷い込み、イモリたちの都市「ニュートピア」にやって来ていた。現在はナイトガードのチーフレンジャーとしてニュートピアの発展に貢献している。好奇心旺盛で頭脳明晰だが、注意力散漫で思わぬトラブルに見舞われることもしばしば。オタク気質でJRPG『バカボンディアクロニクル』をはじめゲームが大好き。アンのことを「アンナ・バナナ」という愛称で呼ぶことがあり、アンには「マーちゃん」の愛称で親しまれている。
ジョー・スパロウ（Joe Sparrow）
第34話で初登場。マーシーが移動手段として使う巨大なスズメ。
レディ・オリビア（Lady Olivia）
声 - 熊谷海麗 / ミシェル・ドッカリー
キング・アンドリアスの補佐役を務める、厳格な性格のサンショウウオ。
ユナン将軍（General Yunan）
声 - 内藤有海 / ゼーラ・ファザル
血の気が多く自信家なニュートピア軍の将軍。常軌を逸した俊敏な身体力と籠手に仕込んだ鉤爪を武器に戦う。
長い前口上を語る癖があるがこれはアニメ版ポケットモンスターのロケット団からインスピレーションを得ている。
バートリー、ブレア、ブランソン（Barley, Blair, and Branson）
第26話で初登場。キング・アンドリアスに仕える3人組のイモリ。
ドリス（Doris）
第27話Aパートで初登場。
ガーティー（Gertie）
ハエチョスを売る店員。
ベラ（Bella）
イモリでホテルのベルボーイ。後にレジスタンスに参加し戦っていた。
ジェリー（Jerry）
激辛料理を売る屋台の店員。
ヘリンボーン教授（Professor Herringbone）
第28話Bパートに登場。ニュートピア大学の学長。スプリグをニュートピア大学の一日体験に誘う。
スカリーニ（Professor Scalini）
第28話Bパートに登場ニュートピア大学の教師。
サル（Sal）
プリシラ･ザ･キラ（Priscilla "The Killa" Paddock）
激突ダービーの20年連続チャンピオンである大型のイモリ。
パール（Pearl Paddock）
プリシラの娘。
ジャシンダ（Jacinda）
ニュートピアの使者で、グライム隊長の代わりとなるトードタワーの新たなリーダーを探していた。
バーナード（Bernardo）
第38話Aパートで初登場。ニュートピアの鎧職人。
キング・アンドリアス・リヴァイアサン（King Andrias Leviathan）
声 - 藤井隼 / キース・デイヴィッド
本作のディズニー・ヴィランズ。
アンフィビアを治める、巨大な体躯を誇るオオサンショウウオの王様。家に帰る術を探索するプランター一家をマーシーと共にサポートするが…
アルドリッチ（King Aldrich）
アンフィビアの前国王であり、アンドリアスの父。1000年前に、地球を侵略することを任務としてアンドリアスに伝えた。その際，オルゴールの鍵を渡し，管理を正式にアンドリアスに任せた．その後、ザ・コアに加わりその一部となっている。アンドリアスのことを息子と呼んでいる。
バレル（Barrel）
ヒキガエルでアンドリアスの幼なじみ。ニュートピアの守衛をしていたが、アンドリアスの命令で郊外の村の警備に配置転換となった。
リーフ（Leif）
ニュートピアの庭師であったカエル。アンドリアスの幼なじみであり、アンドリアスをことを「ドリアス」と呼ぶ。オルゴールに触れた際に未来のビジョンが見え、これをオルゴールからの警告と捉えた彼女は、オルゴールを封印すべきだと議会に提案した。議会に提案を受け入れてもらえなかった彼女はオルゴールを盗み、コケマンとともにニュートピアから姿を消した。
ザ・コア（The Core）
機械的で多くの目を持つ。優れた者たちの記憶を取り込んだ創造物と言われ、アルドリッチも含まれる。ホライモリの予言では「傲慢さと強欲さからつくり上げた異様なもので、眠りもせず死にもしない」と言われている。マーシーを賢い者として肉体を乗っ取った後は、ダーシー（ダーク・マーシーの略）と呼ばれる。ダーシーが倒された後、ザ・コアは月をアンフィビアに衝突させ全ての生命を滅ぼす計画を実行したが、阻止された。

### ニュートピアまでの町の住民
ベイリー（Bailey）
ビティーバーグに住む小さなカエル。
ハッセルバックギャング（Hasselback Family）
ママ･ハッセルバック（Mama Hasselback）
ジュドロ･ハッセルバック（Judro Hasselback）
ヒースロー（Heathro Hasselback）
ルース（Ruth Hasselback）
タルバート（Talbert Hasselback）
ルネ･フロージャー（Renee Frodgers）
ウィグバート･リビトン（Wigbert Ribbiton）
ウォリーの父親。リビットヴェールに住む金持ち。「リビトンズ･リボン」を経営している。レジスタンスの抵抗運動を全面的にサポートしており、援助物資を提供した。
クランペット（Crumpet the Frog）
館長/ミスター･ポンズ（The Curator / Mr. Ponds）
へんてこ博物館の館長。珍しいものを生きたままろうで固め、展示している。
フロッグスース（Frog Soos）
館長の助手。

### プロテウスの住民
ライシルとアングウィン（Lysil and Angwin）
パリシア（Parisia）
プロテウスを取り仕切っているホライモリ。
マザー・オルム（Mother Olm）
声 - / ウーピー・ゴールドバーグ

### ロサンゼルスの住民
ミセスブーンチョイ/ママ（Mrs. Boonchuy）
声 - / オン・ブラリー
アンの母親
ミスターブーンチョイ/パパ  (Mr.Boonchuy)
声 - / ブライアン・スナラス
アンの父親
ドミノ（Domino)
ブーンチョイ家で飼われているネコ。
マギー（Maggie）
声 - / Eden Riege
ネッド（Ned）
声 - / ウェイン・ナイト
タイ・ゴーの一番の常連客。
ジャン博士（Dr. Jan）
声 - / アニカ・ノニ・ローズ
博物館の学芸員。SFにはまっている。
ITギャルズ（The IT Gals）
アリーとジェスの２人組。ロボットが大好きで、パンダトロンというロボットを持っている。DIYマニュアルとして動画マニュアルを公開している。パンダトロンを使ってFBIのセキュリティーを破って侵入し、FBIの偽のIDを作った。
ミスターX（Mr. X）
FBIのトップエージェント。地球外生物の案件を専門的に扱っている。ローラーシューズを履いている。
ジェニー（Jenny）
ミスターXのアシスタント。ミスターXの指示でFBIの部隊を召集する。
ロバート・オットー（Robert Otto）
声 - / ブラッド・ギャレット
自称「地域の安全管理責任者」。
モリー・ジョー（Molly Jo）
ロバート・オットーの孫娘。
ハンフリー（Humphrey Westwood）
声 - / ウォーレス・ショーン
45年以上俳優になるチャンスを待ち続けオーディションを受けていた老人。その後俳優になった。
フレークス博士（Dr. Frakes）
声 - / クリー・サマー
第48話Bパートで登場。「フレークス博士の頭脳ジム」を運営しながら、研究を進めている科学者。別世界につながるポータルを開発し、フレークス・ポータル・チャンバーと名付けている。ほかにも、フレークス磁性流体やフレークス・フラクタル、フレークス・フィールドなどいろいろな研究に自身の名前をつけている。いかに自分自身の名前を残すかが科学だと考えている。プランター一家の正体がわかると、フレークスのカエルとして発表するためにプランター一家を解剖しようとした。
フィル
第48話Bパートで登場。「フレークス博士の頭脳ジム」の男性スタッフで、白衣を着ている。
テリ（Terri）
第48話Bパートで初登場。フレークス博士の元助手。アンのポータル作りを手伝う。
校長（Principal Murphy）
セント･ジェームス中学校の校長。アンのことを心配し、アン自身にどんな人間になりたいのか考えてもらうために作文の宿題を出した。

### その他のキャラクター
ドミノ・ツー（Domino II）
第4話Aパートで初登場。初めてアンと出会ったときは、黒い体に白い模様の芋虫でありアンが地球で飼っている猫であるドミノにそっくりだったことからドミノ・ツーと名付ける。その後蛾に成長し、プランター一家を食べようとする。芋虫の状態では殺人芋虫、蛾の状態では殺人モスと呼ばれる。
年寄りのカエル。ｄ: クロー宿敵ての敵。
テディ（Teddy）
マーサ（Martha）
ジュリエット（Juliet）
ジュニパー（Juniper）
ヴァレリアナ（Valeriana）
マーニー（Marnie）
「アンフィビアズ・ゴット・タレント」の審査員（"Amphibia's Got Talent" Judges）
トリトニオ（Tritonio Espada）
託児所の先生として預かった子どもを使って強盗をしていた。後に、イモリの反乱グループを組織し、イモリ軍を率いた。
ジョジョ・ポテト（Jojo Potato）
声 - / アーチー・イェーツ
トリトニオ率いるイモリの反乱グループの一員である小さなイモリ。
リトル・ルイーズ（Little Louise）
トリトニオ率いるイモリの反乱グループの一員である体格のいいイモリ。
フロッグ･ジョーダン（Frog Jordan）
バグボールの選手で、町長が買収してワートウッドの町民チームに連れてきた。
リディア（Lydia）
バグボールの選手で、カエルンピックに4度出場した。
オラフ（Olaf）
バグボールの選手で、別のチームからワートウッドの町民チームに移籍した。
薬剤師のゲイリー（Apothecary Gary）
声 - / トニー・ヘイル
シャドーフィッシュ（Shadowfish）
ホレス（Horace）
声 - / Fred Tatasciore
ガーデントンの住人であるカエル。
宇宙の番人（The Guardian）
声 - / Charlyne Yi
無数の世界を長い年月見守っている。オルゴールの石を作り、石のパワーを手にした者がそれをどう使うのか見ている。

## 作中に登場する場所

### ワートウッド（Wartwood Swamp）
アンフィビアの谷にある町の一つで、主にカエルが暮らしている。シーズン1の主な舞台。プランター一家の故郷。町のモットーは、｢すぐには受け入れず すぐには敬うなかれ｣。
プランター家の畑（Plantar Farm）
プランター一家が管理しており、畑や農園と呼んでいる。エピローグでは、ホップポップのアボカドとして栽培が行われている。
スタンピーズ（Stumpy's Diner）
第1話で初登場するレストラン。第9話では、アンの助けによりカエル料理とタイ料理を組み合わせたレストランにリニューアルする。
レオポルド・ログルの店（Leopold Loggle's）
第2話Aパートで初登場。店には木製の像や時計、手足などの木工製品が並ぶ。
パン屋（Flour & Daughters Bakery）
第3話Aパートで初登場。パン職人と娘のマディ、ローズマリー、ジンジャー、ラベンダーの自宅を兼ねる。
クローカー乳業（Croaker Dairy）
第3話Aパートで登場。チーズなどの乳製品を扱う。
屈辱の籠（Shame Cage）
第3話Aパートで登場。年に1度開かれるカエルの料理コンテストで、一番まずい料理を作った家族が入れられるかご。屈辱の籠に入った者には屈辱の塊が飛んでくる。
スワンプ･スラッシーズ（Swamp Slushy）
第5話Aパートで登場するドリンクスタンド。
孤児院（Orphanage）
第5話Bパートに登場。
公民館（Community Center）
第5話Bパートに登場。
ワートウッド墓地（Wartwood Cemetery）
第6話Aパートで登場。ホップポップはファミリーチャレンジでスプリグに負けた後ここで一時的に生活する。その際クワガタのジェレミーと出会う。
フェリシアの喫茶店（Felicia's Tea Shoppe）
第6話Bパートで初登場。フェリシア・サンデューが経営する喫茶店。また、娘のアイビー・サンデューと暮らす自宅を兼ねる。第6話Bパートでは、アンたちにフンコロガシスコーンを提供する。第39話Aパートでは、ここの貸し部屋をサーシャとグライムに貸している。
グラブ･アンド･ゴー（Grub & Go）
いろいろなものが売っている売店。第8話Bパートでは、ホップポップが接着剤を買いに行く。第10話では、アンがカブトムシジャーキーを買おうとする。第13話では、パン屋がワックスコードを買っている。第21話では、アンがシャベルを買いに行く。第51話以降、破壊された地上の店の代わりに地下でグラブ・アンド・ゴン（Grub & Gone）として営業している。エピローグでは、地上の店が再建されている。
学校（Wartwood School）
第12話Bパートで登場。ヤスデによって破壊され、建て直されていない。
倉庫（Storage）
第17話Aパートで登場。バリーが管理する倉庫で、ベリーやお菓子が保管されている。
バリーのベリー（Barry's Berries）
第17話Aパートで登場。バリーが出店している屋台。

### ニュートピア（Newtopia）
アンフィビアの中心地。親衛隊やニュートピア軍が守る。アンたちの時代から1000年前は、社会はオルゴールを使った他の世界への侵略により成り立っており、ニュートピアは強大な力を誇っていた。しかし、リーフによってオルゴールが盗まれたことでその栄光は失われ、それまでに築かれた文明は封印された。
城（Newtopia Castle）
26話で初登場。キング・アンドリアスが住む城。オルゴールの力により空中に浮き上がることができる。城にはエネルギー砲が付いており、オルゴールの力により山1つを破壊する威力を発揮する。
Burg
27話Aパートで初登場。マーシーがニュートピア一と絶賛するカブトムシバーガーを提供するレストラン。
サンゴパーク（Coral Park）
27話Aパートで初登場。謎解きのために訪れる場所の一つ。サンゴパークの中央には望遠鏡をのぞくエズラ･ブラキシュの像が立つ。
ミュージアム（Museum）
27話Aパートで初登場。謎解きのために訪れる場所の一つ。ミュージアムの西側の壁にある亀裂はニュートピアの道路網と一致する。
ヘミスフィアホテル（Hemisphere Hotel）
27話Bパートで初登場。スイートルームを備える高級ホテル。ホテルの中には噴水や室内観覧車がある。また、アントクリームの店（アイスクリームショップ）や美容院、バグチーノの店（コーヒーショップ）などの店が立ち並ぶ。
ニュートピア大学（Newtopia University）
28話で初登場。アンフィビアにある有名大学。夜間は刑務所並みの警備を行う。
オペラハウス（Opera House）
30話Bパートで登場。
コロシアム（Colosseum）
30話Bパートで登場。
水族館（Newtopia Aquarium）
30話Bパートで登場。展示エリアとして川の部屋や巨大水槽、海洋地質学の部屋などがある。また、エイのショーが行われている。

### アンフィビア その他の場所
ミネラルの池（Peak of Health）
第8話Aパートで登場。山の高いところにあり、レッドレッグの治療に使う。
ダンディライオンホテル（Dandy Lion Inn）
第15話Aパートで登場。人食い族ウシガエルが経営する。看板には「朝食付きの宿」と書いてある。後にアンが引き起こす化学爆発によって破壊される。
ビザール･バザール（Bizarre Bazaar）
第16話Bパートで登場。アンフィビアで年に1度開かれるナイトマーケット。チケットを見つけることで行くことができる。
ヴァレリアナのアンティークショップ（Valeriana's Mysterious Goods）
第16話Bパートで登場。ビザール・バザールにある屋台の一つ。ヴァレリアナが長年旅をして集めたお宝のコレクションが並ぶ。
絶望の廃墟（Ruins of Despair）
第21話Bのパートで登場。カエル型ロボットを製造する工場が立ち並ぶ。
ビティーバーグ（Bittyburg）
第22話Aパートで登場。小さい町で、建物や住民自体も小さい。
仲良くなれる道（Quarreler's Pass）
第24話Aパートで登場。
リビットヴェール（Ribbitvale）
第25話Aパートで登場。アンフィビアで一番物価の高い町。
へんてこ博物館（Curiosity Hut）
第25話Bパートで登場。怪奇ゾーン グラビティフォールズに登場するミステリーハウスのパロディ。アンフィビア中の奇妙な生き物が生きたままろうで固められ展示されている。
１つ目の神殿（The First Temple）
第34話で登場。緑色のオルゴールの石のエネルギーを持つ神殿で、知能が試される。
アミグダラの森（Amygdala Woods）
第34話で登場。1つ目の神殿がある森。脳みそみたいな形のシャグマアミガサタケが生えている。
２つ目の神殿（The Second Temple）
第37話Aパートで登場。青色のオルゴールの石のエネルギーを持つ神殿で、ハートが試される。アンフィビアの北の果てにある。
３つ目の神殿（The Third Temple）
第38話Bパートで登場。赤色のオルゴールの石のエネルギーを持つ神殿で、強さが試される。
工場（Collar factory）
第51話Aパートで登場。キング・アンドリアスが管理する工場であり、レジスタンスによって破壊される。

### 月（Amphibia's moon）
アンフィビアから見える赤い月。ニュートピアの文明が最盛期にあった頃にザ・コアの計画の道具に変えられる。

### プロテウス（Proteus）
第52話Bパートで初登場。ホライモリが暮らす地下都市で、パリシアが統治している。

### ロサンゼルス（Los Angeles）
地球での主な舞台で、アンたちの故郷。
リサイクルショップ（Thrift Stop）
アン達によってオルゴールが盗み出される店。その後、閉店する。
セント･ジェームス中学校（Saint James Middle School）
20話で初登場。アン、サーシャ、マーシーが通う私立の中学校。制服があり、スカートは紫、ピンク、緑の3色がある。この中学校は実在しており、マット・ブラーリーが通った学校にちなんで名付けられた。
図書館（Public library）
40話で登場。オルゴールが紹介されている本がある。
ブーンチョイ一家の家（Boonchuy residence）
アンの家族が住む家。2階建てでガレージや庭がある。
スーパー（99 Ranchers）
41話で登場。ヌードルとカレーが売られているフードコートがある。
タイ･ゴー（Thai Go）
ブーンチョイ一家が経営するタイ料理レストラン。43話Aパートでは、ネッドがガパオライスが最高だと評する。46話Aパートでは、ミスターXがパッシーユを注文する。
ショッピングモール（Willowbrook Mall）
42話で登場。オリジナルの人形を作れる店や、アートの展示コーナーなどがある。また、ユニクロのパロディである店「UNIQ-OH」がある。
動物病院（Pet-Vets）
43話Bパートで登場。
ケバブレストラン（Shem's Shawarma）
43話Bパートで登場。逃げ出したドミノがいたレストラン。
博物館（Museum of Natural History）
44話Aパートで初登場。アンフィビアのつぼが展示されている。ジャン博士が学芸員として働いている。
タイのお寺（Thai Temple）
44話Bパートで初登場。毎月マーケットが開かれ、食事や音楽、スポーツが楽しまれる。コーンというタイの舞踊劇が行われる。また、タイ語のレッスンが行われる。
天文台（Griffith Observatory）
46話Bパートで登場。
オットーの廃車場（Otto's Auto Junk）
47話Aパートで登場。
ハリウッド（Hollywood）
48話Aパートで初登場。オーディションが行われている。撮影所では、「タランチュラッド」や「怪しい島」、「プリムシスル･マナー｣の撮影が行われている。
フレークス博士の頭脳ジム（Dr. Frakes' Brainasium）
48話Bパートで登場。フレークス博士が運営する子供向けの施設。
クリスマパルーザ･パレード（Christmas-Palooza Parade）
49話で登場。毎年クリスマスに開かれるパレードで、地元の団体がフロートを作り行進する。
スペンコ（SpendCo）
50話で登場。コストコのパロディ。
政府の秘密基地（FBI base）
50話で登場。
空港（Los Angeles International Airport）
57話で登場。
水族館（Aquarium of the Pacific）
57話で登場。23歳になったアンが働いている。両生類の展示エリアは、カエル、ヒキガエル、イモリ、ホライモリに分かれており、それぞれアンフィビアでの場所をイメージした展示となっている。

## エピソード一覧
本項における話数・サブタイトルは日本のディズニー・チャンネル準拠とする。
また理由は不明だが、米国版のディズニー+で32話からの日本語版が放送より前に配信されている。

### シーズン1（2019年）
シーズン1のEDでは、夜にアンとスプリグが読書しているシーンが使われている。
#10,#20のOPはロゴのみの短縮バージョンとなっている。#20のEDは特別バージョンとなっている。
| #  | サブタイトル                           | 原題                                            | 放送日        | 放送日         |
| -- | -------------------------------------- | ----------------------------------------------- | ------------- | -------------- |
| 1  | モンスター登場?／初めての友達          | "Anne or Beast?" / "Best Fronds"                | 2019年6月17日 | 2019年8月2日   |
| 2  | 大事な杖／楽しいルームシェア           | "Cane Crazy" / "Flood, Sweat and Tears"         | 2019年6月18日 | 2019年8月2日   |
| 3  | 夢の料理 ／コーン泥棒を捕まえろ        | "Hop Luck" / "Stakeout"                         | 2019年6月19日 | 2019年9月1日   |
| 4  | 秘密のペット／怪しい島                 | "The Domino Effect" / "Taking Charge"           | 2019年6月20日 | 2019年9月15日  |
| 5  | 爆走カタツムリ／スター誕生             | "Anne Theft Auto" / "Breakout Star"             | 2019年6月24日 | 2019年9月22日  |
| 6  | リーダーはどっち？／ガールタイム       | "Sprig Vs. Hop Pop" / "Girl Time"               | 2019年6月25日 | 2019年9月29日  |
| 7  | 初恋／恐怖のキャンプ                   | "Dating Season" / "Anne Vs. Wild"               | 2019年6月26日 | 2019年10月6日  |
| 8  | 仮病と重病／秘密の部屋                 | "Contagi-Anne" / "Family Shrub"                 | 2019年6月27日 | 2019年10月13日 |
| 9  | イカしたレストラン／いんちきドリンク   | "Lily Pad Thai" / "Plantar's Last Stand"        | 2019年7月1日  | 2019年10月20日 |
| 10 | 税金集め／トードタワー                 | "Toad Tax" / "Prison Break"                     | 2019年7月2日  | 2019年11月3日  |
| 11 | ブタムシ祭り／恋のダンス               | "Grubhog Day" / "Hop Pop and Lock"              | 2019年7月3日  | 2020年3月8日   |
| 12 | 兄弟ゲンカ／町の人気者                 | "Civil Wart" / "Hop-Popular"                    | 2019年7月4日  | 2020年3月15日  |
| 13 | 消えた貝殻／地下からの脱出             | "Croak and Punishment" / "Trip to the Archives" | 2019年7月8日  | 2020年3月22日  |
| 14 | 冬眠の日／好かれる努力                 | "Snow Day" / "Cracking Mrs. Croaker"            | 2019年7月9日  | 2020年3月29日  |
| 15 | 不気味なホテル／ウォリーとアン         | "A Night at The Inn" / "Wally and Anne"         | 2019年7月10日 | 2020年4月5日   |
| 16 | みんなで釣り旅行／ビザール・バザール   | "Family Fishing Trip" / "Bizarre Bazaar"        | 2019年7月11日 | 2020年4月12日  |
| 17 | 呪われたふたり／スター・オーディション | "Cursed!" / "Fiddle Me This"                    | 2019年7月15日 | 2020年4月26日  |
| 18 | チームワーク／列車強盗                 | "The Big Bugball Game" / "Combat Camp"          | 2019年7月16日 | 2020年6月28日  |
| 19 | キノコの子供／最優秀カエル             | "Children of the Spore" / "Anne of the Year"    | 2019年7月17日 | 2020年7月5日   |
| 20 | 再会                                   | "Reunion"                                       | 2019年7月18日 | 2020年7月12日  |

### シーズン2（2020年 - 2021年）
シーズン2のOPでは、シーズン1のOPにアンとサーシャが剣を交えているシーンが追加されている。シーズン2のEDでは、夜にアンとプランター一家がワゴンで移動しているシーンが使われている。
#14(34),#20(40)のOPはロゴのみの短縮バージョンとなっている。#11(31)のOPとEDはハロウィンバージョンとなっている。#9(29),#20(40)のEDは特別バージョンとなっている。#20(40)のED後にはシーズン3のOPが流れる。
| #        | サブタイトル                               | 原題                                                            | 放送日         | 放送日         |
| -------- | ------------------------------------------ | --------------------------------------------------------------- | -------------- | -------------- |
| 1（21）  | 旅のはじまり／谷の向こう側                 | "Handy Anne" / "Fort In The Road"                               | 2020年7月11日  | 2021年3月13日  |
| 2（22）  | ヒーローの歌／ハンター・アン               | "The Ballad of Hopediah Plantar" / "Anne Hunter"                | 2020年7月18日  | 2021年3月21日  |
| 3（23）  | ポリーの嘆き／劇団の真実                   | "Truck Stop Polly" / "A Caravan Named Desire"                   | 2020年7月25日  | 2021年3月28日  |
| 4（24）  | 仲良しへの道／サーシャとグライム           | "Quarreler's Pass" / "Toadcatcher"                              | 2020年8月1日   | 2021年4月4日   |
| 5（25）  | 本当の自分／へんてこ博物館                 | "Swamp and Sensibility" / "Wax Museum"                          | 2020年8月8日   | 2021年5月15日  |
| 6（26）  | もう一人の友達                             | "Marcy at the Gates"                                            | 2020年8月15日  | 2021年6月19日  |
| 7（27）  | 謎解き／悩めるホテルマン                   | "Scavenger Hunt" / "The Plantars Check In"                      | 2020年8月22日  | 2021年8月8日   |
| 8（28）  | ニュートピア観光／スプリグ学校へ行く       | "Lost in Newtopia" / "Sprig Gets Schooled"                      | 2020年8月29日  | 2021年8月15日  |
| 9（29）  | 探偵ホップポップ／お土産                   | "Little Frogtown" / "Hopping Mall"                              | 2020年9月12日  | 2021年8月22日  |
| 10（30） | お泊まり会／水族館                         | "The Sleepover to End All Sleepovers" / "A Day at the Aquarium" | 2020年9月19日  | 2021年8月29日  |
| 11（31） | シャットイン                               | "The Shut-In!"                                                  | 2020年10月17日 | 2021年10月2日  |
| 12（32） | ナイトドライバー／ただいまワートウッド     | "Night Drivers" / "Return to Wartwood"                          | 2021年3月6日   | 2021年10月10日 |
| 13（33） | アイビーの願い／オルゴールはどこ？         | "Ivy on the Run" / "After the Rain"                             | 2021年3月13日  | 2021年10月17日 |
| 14（34） | 一つ目の神殿                               | "The First Temple"                                              | 2021年3月20日  | 2021年10月24日 |
| 15（35） | ニューワートウッド／ケロボ                 | "New Wartwood" / "Friend or Frobo?"                             | 2021年3月27日  | 2021年10月31日 |
| 16（36） | トードタワーのリーダー／マディとマーシー   | "Toad to Redemption" / "Maddie & Marcy"                         | 2021年4月3日   | 2021年11月14日 |
| 17（37） | 二つ目の神殿／伝説のハンマー               | "The Second Temple" / "Barrel's Warhammer"                      | 2021年4月10日  | 2021年11月21日 |
| 18（38） | ベッシーとマイクロ･アンジェロ／3つ目の神殿 | "Bessie & MicroAngelo" / "The Third Temple"                     | 2021年4月17日  | 2021年11月28日 |
| 19（39） | ディナー／バンド対決                       | "The Dinner" / "Battle of the Bands"                            | 2021年4月24日  | 2022年1月29日  |
| 20（40） | 明かされる真実                             | "True Colors"                                                   | 2021年5月22日  | 2022年1月29日  |

### シーズン3（2021年 - 2022年）
シーズン1,2のOPはアンフィビアでのシーンが用いられていたが、シーズン3のOPは主に地球でのシーンが用いられている。
#1(41)のOPはロゴのみの短縮バージョンとなっている。#9(49)はOPとEDはクリスマスバージョンとなっている。#7(47)と#14(54)のEDは特別バージョンとなっている。
| #        | サブタイトル                           | 原題                                              | 放送日         | 放送日         |
| -------- | -------------------------------------- | ------------------------------------------------- | -------------- | -------------- |
| 1（41）  | 新たな生活                             | "The New Normal"                                  | 2021年10月2日  | 2022年4月3日   |
| 2（42）  | 課題をクリアせよ／ターニングポイント   | "Hop 'Til You Drop"/Turning Point"                | 2021年10月9日  | 2022年4月7日   |
| 3（43）  | 家族になりたい／ドミノのお世話         | "Thai Feud"/"Adventures in Catsitting"            | 2021年10月16日 | 2022年4月14日  |
| 4（44）  | ジャン博士／お寺での１日               | "Fight at the Museum"/"Temple Frogs"              | 2021年10月23日 | 2022年4月21日  |
| 5（45）  | ケロボの修理／ロボットとの決戦         | "Fixing Frobo"/"Anne-sterminator"                 | 2021年10月30日 | 2022年4月28日  |
| 6（46）  | ミスターX／スプリグの誕生日            | "Mr. X"/" Sprig's Birthday"                       | 2021年11月6日  | 2022年5月5日   |
| 7（47）  | フロッグマン参上／オリビアとユナン     | "Spider-Sprig"/"Olivia and Yunan"                 | 2021年11月13日 | 2022年10月5日  |
| 8（48）  | ハリウッドスター／クッキーですべて解決 | "Hollywood Hop Hop"/"If You Give a Frog a Cookie" | 2021年11月20日 | 2022年10月12日 |
| 9（49）  | クリスマスパレード                     | "Froggy Little Christmas"                         | 2021年11月27日 | 2022年12月4日  |
| 10（50） | アンフィビアへ                         | "Escape to Amphibia"                              | 2022年3月19日  | 2022年10月19日 |
| 11（51） | 指揮官アン／スプライビー               | "Commander Anne / Sprivy"                         | 2022年3月26日  | 2022年10月26日 |
| 12（52） | 信じる心／地下都市プロテウス           | "Sasha's Angels / Olm Town Road"                  | 2022年4月2日   | 2022年11月2日  |
| 13（53） | ホライモリの母／カエル対ヒキガエル     | "Mother of Olms / Grime's Pupil"                  | 2022年4月9日   | 2022年11月9日  |
| 14（54） | ガーデントン／1000年前の記憶           | "The Root of Evil / The Core & The King"          | 2022年4月16日  | 2022年11月16日 |
| 15（55） | ストリートの鉄則／ドミノ・ツー         | "Newts in Tights / Fight or Flight"               | 2022年4月23日  | 2022年11月30日 |
| 16（56） | ３つの軍隊／終わりの始まり             | "The Three Armies / The Beginning of the End"     | 2022年4月30日  | 2023年1月21日  |
| 17 (57)  | 最終決戦                               | "All In"                                          | 2022年5月7日   | 2023年1月21日  |
| 18 (58)  | それぞれの道へ                         | "The Hardest Thing"                               | 2022年5月14日  | 2023年1月21日  |

## 挿入歌
| #   | サブタイトル       | 原題                      | 挿入歌タイトル           | 歌唱                                                                    | アルバム配信 |
| --- | ------------------ | ------------------------- | ------------------------ | ----------------------------------------------------------------------- | ------------ |
| 39B | バンド対決         | "Battle of the Bands"     | Heartstomper             | サーシャ（Anna Akana）                                                  | あり         |
| 39B | バンド対決         | "Battle of the Bands"     | No Big Deal              | アン（ブレンダ・ソング）、マーシー（Haley Tju）、サーシャ（Anna Akana） | あり         |
| 41  | 新たな生活         | "The New Normal"          | Quarantine Song          |                                                                         | なし         |
| 49  | クリスマスパレード | "Froggy Little Christmas" | Our Special Time Of Year | Rebecca Sugar                                                           | なし         |

## ショートシリーズ

### 概要
本編とは別にショートシリーズが製作されているが、「チビ・ショートストーリー」の一部を除き日本では放送されていない。日本では、2021年5月15日からディズニー・チャンネルで番組の間に不定期に放送されている。
| タイトル | タイトル                                       | エピソード数 | 公開日         | 公開日         | 公開日 |
| タイトル | タイトル                                       | エピソード数 | 初公開日       | 最終公開日     |        |
| -------- | ---------------------------------------------- | ------------ | -------------- | -------------- | ------ |
|          | "Teen Girl in a Frog World"                    | 5            | 2019年9月3日   | 2019年10月1日  |        |
|          | "Wild Amphibia"                                | 4            | 2019年11月13日 | 2019年12月4日  |        |
|          | チビ・ショートストーリー（"Chibi Tiny Tales"） | 10           | 2020年6月7日   | 2023年1月14日  |        |
|          | "Disney Theme Song Takeover"                   | 3            | 2020年8月14日  | 2021年9月30日  |        |
|          | "Vlogs from the Bog"                           | 6            | 2021年9月1日   | 2021年10月6日  |        |
|          | "Broken Karaoke"                               | 2            | 2022年6月15日  | 2022年10月10日 |        |

### チビ・ショートストーリー（原題：Chibi Tiny Tales）(2020–23)
通算話数1話から6話は日本で放送されている。7話から10話は日本では未放送。
| 通算 話数                                                                                | タイトル                              | 公開日         |
| ---------------------------------------------------------------------------------------- | ------------------------------------- | -------------- |
| 1                                                                                        | "Mantis Bowling"                      | 2020年6月7日   |
| アンはプランター一家にボウリングを教える。                                               |                                       |                |
| 2                                                                                        | "Quit Bugging Me"                     | 2020年6月14日  |
| ハエを捕まえようとするスプリグにホップポップが振り回される。                             |                                       |                |
| 3                                                                                        | "Bird Attack"                         | 2020年6月21日  |
| スプリグが身に着けているゴーグルがクローバーに間違えられ、鳥に食べられそうになる。       |                                       |                |
| 4                                                                                        | "Bucket Blues"                        | 2020年6月28日  |
| ポリーは普段使うバケツの代わりとして聖杯を使い始め、それにバケツが嫉妬する。             |                                       |                |
| 5                                                                                        | "Family Photo"                        | 2020年7月5日   |
| ホップポップがプランター一家とアンの集合写真を撮ろうとする。                             |                                       |                |
| 6                                                                                        | "Quicksand"                           | 2020年7月12日  |
| アンが底なし沼から抜け出せなくなる。                                                     |                                       |                |
| 7                                                                                        | "Selfie Safari"                       | 2022年4月17日  |
| アンはプランター一家を地球の動物園に連れて行く。                                         |                                       |                |
| 8                                                                                        | "Frogs in Space"                      | 2022年5月8日   |
| アンはプランター一家を地球の宇宙博物館に連れて行く。                                     |                                       |                |
| 9                                                                                        | "Pirates of the Caribbean x Amphibia" | 2022年10月21日 |
| アンとプランター一家はオルゴールによってパイレーツ・オブ・カリビアンの世界に飛ばされる。 |                                       |                |
| 10                                                                                       | "The Amphibia House"                  | 2023年1月14日  |
| アンとプランター一家はオルゴールによってアウルハウスの世界に飛ばされる。                 |                                       |                |

## 特別放送概要
ディズニー・チャンネル内での特別編成では、新エピソードや特別エピソードが放送された。
ディズニー・チャンネル ガールズパワー・サマー！（2019年8月2日）
第1話と第2話の先行放送が行われた。
ふしぎの国 アンフィビア 10話連続放送 (2019年11月3日 13:30~18:30)
第10話「税金集め／トードタワー」が日本初放送として放映された。
新作アンフィビア！ ふしぎ体験サンデー (2020年3月8日)
第1話から11話連続放送が行われ、第11話「ブタムシ祭り／恋のダンス」が日本初放送として放映された。
ふしぎの国 アンフィビア 新作サンデー！ (2020年7月12日)
第20話「再会」が日本初放送として放映された。
新展開アンフィビア！ 旅立ちサタデー （2021年3月13日）
第21話「旅のはじまり／谷の向こう側」が日本初放送として放映された。
新作アンフィビア！グラビティ・サタデー (2021年5月15日 14:30~17:30)
6話連続放送が行われ、第25話「本当の自分／へんてこ博物館」が日本初放送として放映された。また、チビ・ショートストーリーの短編が日本初放送として放映された。
新作アンフィビア！再会サタデー (2021年6月19日 15:00~17:30)
第26話「もう一人の友達」が日本初放送として放映された。
新作アンフィビア 家にカエル？サタデー (2022年1月29日 14:00~17:30)
第39話「ディナー／バンド対決」と第40話「明かされる真実」が日本初放送として放映された。
春の新作！ベストフレンド・サンデー (2022年4月3日)
『ゴースト&モリー』の先行放送とあわせ、第41話「新たな生活」が日本初放送として放映された。
最終カエル決戦！アンフィビア・サタデー (2023年1月21日 13:30~18:30)
第50話以降のエピソードの連続放送が行われ、第56話から最終話である第58話までが日本初放送として放映された。

## 日本語版制作
- 翻訳 - 堀繭子
- 演出 - 太田信乃
- 録音制作 - 東北新社
- 日本語版制作 - Disney Character Voices International, Inc.

## 受賞とノミネート
| 年   | 賞                                | 部門                                               | サブタイトル                                                                                   | 結果       | 参考          |
| ---- | --------------------------------- | -------------------------------------------------- | ---------------------------------------------------------------------------------------------- | ---------- | ------------- |
| 2021 | 第48回 アニー賞                   | Best Character Design                              | Joe Sparrow (for "The Shut-In")                                                                | 受賞       | [ 87 ]        |
| 2021 | 第48回 デイタイム・エミー賞       | Outstanding Children's Animated Series             | Amphibia                                                                                       | ノミネート | [ 88 ]        |
| 2022 | 第49回 アニー賞                   | Best TV/Media – Children                           | 明かされる真実（"True Colors"）                                                                | ノミネート | [ 89 ] [ 90 ] |
| 2022 | 第49回 アニー賞                   | Best Direction - TV/Media                          | Kyler Spears & Jenn Strickland (for "True Colors")                                             | ノミネート | [ 89 ] [ 90 ] |
| 2022 | 第49回 アニー賞                   | Best Editorial - TV/Media                          | Jennifer Calbi, Julie Anne Lau, Andrew Sorcini, David Vasquez & Yoonah Yim (for "True Colors") | ノミネート | [ 89 ] [ 90 ] |
| 2022 | 第33回 GLAADメディア賞            | Outstanding Kids and Family Programming            | Amphibia                                                                                       | ノミネート | [ 91 ]        |
| 2022 | 第1回 Children's and Family Emmys | Outstanding Writing for an Animated Program        | Amphibia                                                                                       | ノミネート | [ 92 ]        |
| 2022 | 第1回 Children's and Family Emmys | Outstanding Voice Directing for an Animated Series | Eden Riegel                                                                                    | ノミネート | [ 92 ]        |
| 2023 | 第50回 アニー賞                   | Best Character Design – TV/Media                   | Joe Sparrow (for "The Hardest Thing")                                                          | 未決定     | [ 93 ]        |
| 2023 | 第50回 アニー賞                   | Best Editorial – TV/Media                          | Andrew Sorcini, Yoonah Yim, Jennifer Calbi, Julie Anne Lau, & Louis Russell (for "All In")     | 未決定     | [ 93 ]        |
| 2023 | 第34回 GLAADメディア賞            | Outstanding Kids and Family Programming - Animated | Amphibia                                                                                       | 未決定     | [ 94 ]        |

## 関連商品

### 音楽
- Welcome to Amphibia (From "Amphibia")（デジタル配信限定、英語）
- Battle of the Bands (From "Amphibia")（デジタル配信限定、英語）

### 書籍
- Marcy's Journal: A Guide to Amphibia（英語）[95]

### 怪奇ゾーン グラビティフォールズとの関連
作品中には、怪奇ゾーン グラビティフォールズの要素がカメオ出演レベルでクロスオーバーしている部分がある。
- 第13話Bパート「地下からの脱出」（原題："Trip to the Archives"）では、アンが天窓から抜け出せなくなっているシーンで積み上げられている本の中に、スタンフォード・パインズの日誌の1冊が紛れ込んでいる。

- 第16話Bパート「ビザール・バザール」（原題："Bizarre Bazaar"）では、登場する屋台の一つに"Mystery Sack"があり、ミステリーハウスの英語表記"Mystery Shack"にちなんでいる。

- 第25話Bパート「へんてこ博物館」（原題："Wax Museum"）はコラボエピソードである。エピソード中に登場するへんてこ博物館は、ミステリーハウスのパロディである。また、登場キャラクターの館長/ミスター･ポンズとフロッグスースは、それぞれスタンリー・パインズ、スースのオマージュである。
- 第33話Bパート「オルゴールはどこ？」（原題："After the Rain"）では、ラブネードダンス中のコレクターカブトが集めた物の中に、ディッパーの帽子が紛れ込んでいる。
- 第40話「明かされる真実」（原題："True Colors"）では、マーシーが図書館で見る本に、ビル・サイファーが書かれたページが有る。
- シーズン3のオープニングでは、路地裏にギデオン人形が落ちている。
- 第43話Aパート「家族になりたい」（原題："Thai Feud"）では、登場キャラクターのネッドが「ロマンスアカデミー7」のシャツを着ている。「ロマンスアカデミー7」は、怪奇ゾーン グラビティフォールズ第25話「スースと、その彼女」（原題："Soos and the Real Girl"）でスースが遊ぶゲームである。
- 第45話Aパート「ケロボの修理」（原題："Fixing Frobo"）では、アンの家のガレージにスタンリー・パインズのトーテム像が置かれている。

### 他のアニメーション・漫画との関連
- 機動戦士ガンダム - 第38話でアンが様々な衣装に着せ替えられる中にシャア・アズナブル風の衣装が登場する。
- ドナルドダック - 第40話ではマーシーのスマホの裏面に、第58話では23歳のマーシーが来ている服に、ドナルドダックのような青い帽子をかぶったアヒルのイラストが描かれている。
- アウルハウス - 第48話Bパートで、フレークス博士のモニターの一つにアウルハウスが映し出されている。第54話Bパートで、棚の標本の一つがフーティに似た顔の魚となっている。
- ピクルスとピーナッツ - 第57話で、ジャン博士が運転する車が路地を通り抜けるシーンに、ピクルスとピーナッツに似たキャラクターの落書きがある。
- 遊☆戯☆王 - 第57話で、マーシーがザ・コアの中の空間で解いたパズルの中に、千年パズルが紛れ込んでいる。

- NARUTO -ナルト - 第58話で23歳のマーシーがバックにつけているキーホルダーの一つが、春野サクラのキーホルダーである。

- 僕のヒーローアカデミア - 第58話で23歳のマーシーがバックにつけているキーホルダーの一つが、爆豪勝己のキーホルダーである。

### その他の関連
実在の企業や製品がパロディとして用いられている。
- スニッカーズ - 第2話Aパートで"Snackers"として登場する。

- Google - "Doogle"として登場する。
- YouTube - "Toob"として登場する。
- グッドイヤー - 第41話で、"Good Day"と書かれた飛行船が飛んでいる。
- ファイナルファンタジーシリーズ - 第42話Aパートで、ショッピングモールの展示アートの中にサボテンダーに似た展示がある。
- ポケットモンスター - 第43話Aパートで、冒頭スプリグが来ているシャツに、ピカチュウに似た猫のような生き物のイラストが描かれている。第54話Bパートで、棚の標本の一つにスターミーのようなヒトデがある。
- スターゲイト（原題：Stargate） - 第43話Aパートで、ポリーが提案するDVDのうちの一つであるスターツゲート（"Starzgate"）として登場する。
- タイムマシーンにお願い（原題：Quantum Leap） - 第43話Aパートで、ポリーが提案するDVDのうちの一つであるクアンタム・ホップ（"Quantum Hop"）として登場する。
- マリオカート - 第43話Aパートで、アンはマリオカートを900時間プレイしたと発言する。
- 星のカービィ - 第43話Bパートで、プランター一家が動物病院に着いた際、8ビット調の音楽とともに、クリア時のカービィダンスと似たようなダンスをする。
- Yahoo!知恵袋 - 第44話Aパートに"WooHoo! QUERIES"として登場し、アンが別世界に行く方法について質問する。
- Amazon - 第45話Aパートで、アンの父親が持つ荷物のロゴがAmazonのロゴを逆さにしたようなロゴとなっている。また、ポリーがロボットについて調べる際中に、Amazonのような商品ページが登場する。
- Wikipedia - "Big Ol' Wiki"として登場する。第44話Aパートでは、アンが多元宇宙について調べる。第45話Aパートでは、ポリーがロボットについて調べる。
- フォートナイト - 第45話Aパートで、ポリーが見る動画サイトの中に"Forknife"として登場する。
- Zoom - 第45話Aパートで、ポリーがITギャルズとビデオ通話する際に"Vroom"として使われている。

- AT&T - 第46話Aパートで、アンやアンの母が持つスマートフォンのキャリア表示は"DT&A"となっている。

- In-N-Out Burger - 第46話Bパートで、アンとスプリグが落ちるゴミ箱の中に、"Out-About Burgers"と書かれた袋が紛れている。

- BuzzFeed - 第47話Aパートで、"DuzzFeed"として登場する。

- ナーフ - 第49話のエンディングで、ポリーがプレゼントとしてNARFのブラスターを受け取っている。

- 夏の夜の夢 - 第55話Bパートで、ホップポップがドミノ2の赤ちゃんに魅了されたとき、第1幕から引用し「恋は心で見るもの 目ではない だから キューピッドは目隠しをしてる」と発言する。

- KTLA（英語版） - 第57話で、テレビ局のコールサインは"DTLA"となっている。
- Mac - 第54話Bパートで、ダーシーが再起動するときの音としてMacの起動音が用いられている。第58話で、宇宙の番人の姿の一つであるコンピュータはiMac G3（第一世代）がモデルとなっており、Macintosh 128Kの起動音が用いられている。